# Sentir y Pensar
Sentir y Pensar es un programa televisivo argentino, es la conclusión de la experiencia médica y científica de Halitus Instituto Médico y fue concebido por el Dr. R. Sergio Pasqualini, director médico del instituto, como un programa de salud para el público en general. Es un espacio televisivo de 30 minutos dedicados a temas de salud y ciencia, de interés general, que propone la difusión de información para la mujer, el hombre y la familia abordada de forma clara y sencilla. Este programa de entrevistas e informes diseñado y creado desde un concepto médico se emite por Canal Metro de televisión por cable.

## Historia
En el aire en forma ininterrumpida desde el año 2004, Sentir y Pensar, fue concebido como programa de divulgación de temas relacionados con la salud, atención y cuidado del cuerpo dirigido particularmente a la mujer interpretada como agente de salud. A lo largo de los años se fueron sumando también temas de la salud del hombre y de los niños , su desafío fue aún más el de lograr transmitir temas médicos de forma sencilla y clara para poder llegar a la gente abordando los problemas que afectan a la mujer no sólo relacionados con la infertilidad, especialidad de su creador, sino también al cuidado de la salud en general de grandes y chicos.
- Datos: Q6125039